# Jalal Hassan
Jalal Hassan Hachem (arab. جلال حسن حاجم; ur. 18 maja 1991 w Bagdadzie) – iracki piłkarz grający na pozycji bramkarza. Od 2017 jest zawodnikiem klubu Al-Zawraa.

## Kariera piłkarska
Swoją karierę piłkarską Hassan rozpoczął w klubie Karbalaa FC, w którym w 2009 roku zadebiutował w pierwszej lidze irackiej. W 2012 roku przeszedł do Erbil SC. W sezonach 2012/2013 i 2013/2014 wywalczył z nim dwa wicemistrzostwa Iraku. Wiosną 2015 grał w Amanacie Bagdad, a sezon 2015/2016 spędził w Al-Shorta Bagdad. W sezonie 2016/2017 występował w Naft Al-Wasat SC. W 2017 przeszedł do Al-Zawraa, z którym w sezonie 2017/2018 wywalczył tytuł mistrza Iraku.

## Kariera reprezentacyjna
W reprezentacji Iraku Hassan zadebiutował 16 lipca 2011 w zremisowanym 1:1 towarzyskim meczu z Jordanią. W 2015 roku został powołany do kadry na Puchar Azji 2015, a w 2019 na Puchar Azji 2019.